# He (kana)
へ în hiragana sau ヘ în katakana, (romanizat ca he) este un kana în limba japoneză care reprezintă o moră. Caracterele hiragana și katakana sunt scrise fiecare cu o singură linie. Kana へ și ヘ reprezintă sunetul pronunție în japoneză [he].
Originea caracterelor へ și ヘ este caracterul kanji 部.

## Variante
Kana へ și ヘ se pot folosi cu semne diacritice (dakuten sau handakuten) ca să reprezintă un alt sunet:
- べ sau ベ reprezintă sunetul pronunție în japoneză [be] (romanizat ca be)[2]
- ぺ sau ペ reprezintă sunetul pronunție în japoneză [pe] (romanizat ca pe)

## Folosire în limba ainu
În dialectul Sahalin al limbii ainu, katakana minuscul ㇸ reprezintă sunetul h final după sunetul e (エㇸ = eh).

## Forme
| Formă                                   | Rōmaji     | Hiragana                   | Katakana                   | Cuvinte exemplare (cu kanji) |
| --------------------------------------- | ---------- | -------------------------- | -------------------------- | --- |
| Fără semne diacritice: h- (は行 ha-gyō) | he         | へ                         | ヘ                         | - へび hebi 蛇 (șarpe) - へる heru 減る (scădere) - へんか henka 変化 (modificare) - へい hei 塀 (perete) - へいあん heian 平安 (calm) |
| Fără semne diacritice: h- (は行 ha-gyō) | hei hee hē | へい, へぃ へえ, へぇ へー | ヘイ, ヘィ ヘエ, ヘェ ヘー | - へび hebi 蛇 (șarpe) - へる heru 減る (scădere) - へんか henka 変化 (modificare) - へい hei 塀 (perete) - へいあん heian 平安 (calm) |
| Cu semnul dakuten: b- (ば行 ba-gyō)     | be         | べ                         | ベ                         | - かべ kabe 壁 (perete) - べんきょう benkyō 勉強 (a studia) - ベッド beddo (pat) - なんべい nanbei 南米 (America de Sud)               |
| Cu semnul dakuten: b- (ば行 ba-gyō)     | bei bee bē | べい, べぃ べえ, べぇ べー | ベイ, ベィ ベエ, ベェ ベー | - かべ kabe 壁 (perete) - べんきょう benkyō 勉強 (a studia) - ベッド beddo (pat) - なんべい nanbei 南米 (America de Sud)               |
| Cu semnul handakuten: p- (ぱ行 pa-gyō)  | pe         | ぺ                         | ペ                         | - いっぺん ippen 一辺 (pe o parte) - ペルー perū (Peru)                                                                                |
| Cu semnul handakuten: p- (ぱ行 pa-gyō)  | pei pee pē | ぺい, ぺぃ ぺえ, ぺぇ ぺー | ペイ, ペィ ペエ, ペェ ペー | - いっぺん ippen 一辺 (pe o parte) - ペルー perū (Peru)                                                                                |

## Ordinea corectă de scriere
|                                      |
| Ordinea corectă de scriere pentru へ |

|                                      |
| Ordinea corectă de scriere pentru ヘ |

## Alte metode de scriere
- Braille:

| ・・ ・－ ・・ |

- Codul Morse: ・